# Landeronde
Landeronde település Franciaországban, Vendée megyében. Lakosainak száma 2285 fő (2022. január 1.). Landeronde Beaulieu-sous-la-Roche, Aubigny-les-Clouzeaux, Sainte-Flaive-des-Loups, Saint-Georges-de-Pointindoux, Venansault és Les Clouzeaux községekkel határos.

## Népesség
A település népességének változása:
| Lakosok száma | 2282 | 2275 | 2321 | 2279 | 2335 | 2363 | 2336 | 2310 | 2285 |
|               | 2013 | 2015 | 2016 | 2017 | 2018 | 2019 | 2020 | 2021 | 2022 |